# XPeng G6
La XPeng G6 est un SUV compact électrique du constructeur automobile chinois XPeng produit à partir de 2023.

## Présentation

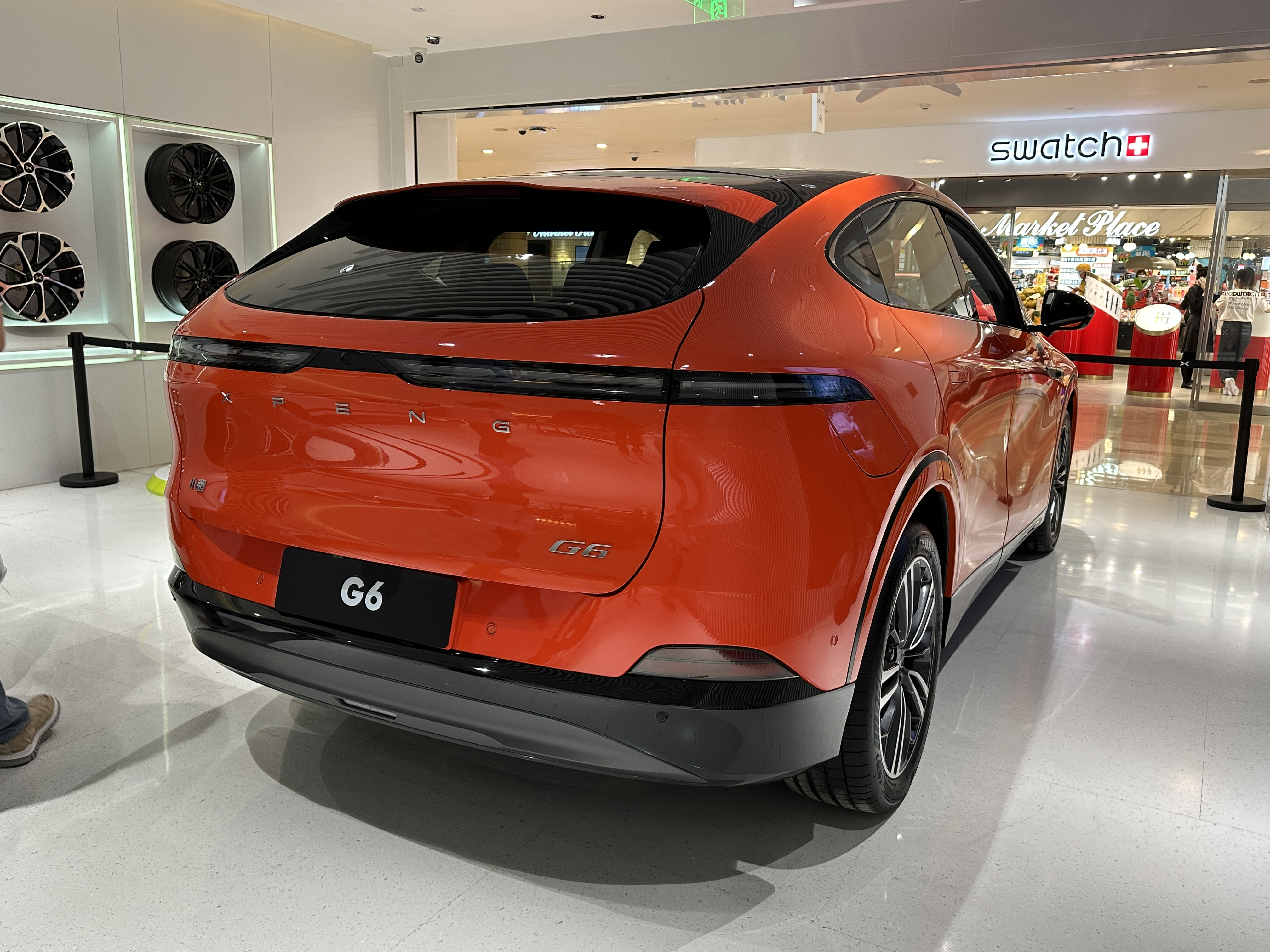
Vue arrière.

La Xpeng G6 est présenté au salon de l'automobile de Shanghai le 23 avril 2023 et commercialisé en Chine à partir du 9 juin 2023.
En France, la G6 est commercialisée à partir du mois de juin 2024, livrée à partir de septembre, et présentée en octobre au Mondial de l'automobile de Paris 2024.

## Caractéristiques techniques
La G6 Le G6 est basée sur la plateforme technique SEPA2.0 du constructeur.

### Motorisations
Le SUV G6 est disponible en 3 variantes. La version RWD Standard Range propose un moteur arrière d'une puissance de 190 kW (258 ch) et 440 N m de couple associé à une batterie d'une capacité de 66 kWh pour une autonomie maximale de 435 km. Le modèle intermédiaire (RWD Long Range) avec une batterie de 87,5 kWh dispose de 210 kW (286 ch) et 440 N m de couple et 570 km d’autonomie. Le haut de gamme à transmission intégrale (AWD Performance) ajoute un moteur sur l'essieu avant de 140 kW (190 ch) et 220 N m de couple pour 350 kW (476 ch) de puissance cumulée, 660 N m de couple et 550 km d’autonomie avec la grosse batterie.